# Dubai World Cup

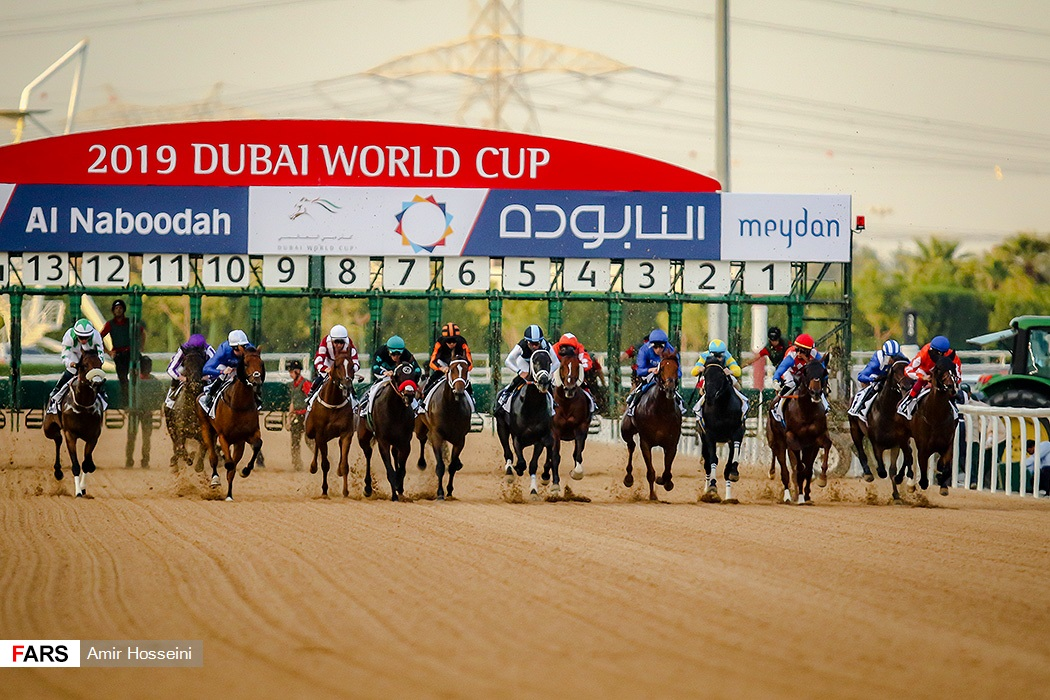
Dubai World Cup (2019)

Der Dubai World Cup (arabisch كأس دبي العالمي, DMG Kaʾs Dubayy al-ʿālamī) ist mit ca. 12 Mio. $ das dritthöchstdotierte Pferderennen der Welt, nach dem Saudi Cup in Riad (20 Mio. $) und dem Everest in Sydney(20 Mio. A$). Das Rennen für 3-jährige und ältere Vollblüter wird Ende März/Anfang April in Dubai im Rahmen der Dubai World Cup Night auf dem Meydan Racecourse auf synthetischem Belag über eine Mittelstrecke von 2000 Metern ausgetragen.
Das Gruppe I-Rennen wurde 1996 auf Initiative des damaligen Kronprinzen und jetzigen Herrschers Muhammad bin Raschid Al Maktum, der auch den erfolgreichen Godolphin-Rennstall besitzt, gegründet. Es ist der Höhepunkt des Dubai World Cup Carnival, einer Serie von Veranstaltungen von Januar bis März. Die Hauptveranstaltungen sind 6 Rennen der Dubai World Cup Night (ca. 27 Mio.$ Dotierung). Bis 2009 wurden sie auf dem Nad Al Sheba Racecourse ausgetragen.

## Gewinner Dubai World Cup
| Jahr | Sieger             | Land                         | Alter | Jockey               | Trainer            | Zeit    |
| ---- | ------------------ | ---------------------------- | ----- | -------------------- | ------------------ | ------- |
| 1996 | Cigar              | Vereinigte Staaten           | 6     | Jerry D. Bailey      | William I. Mott    | 2:03.84 |
| 1997 | Singspiel          | Irland                       | 5     | Jerry D. Bailey      | Michael Stoute     | 2:01.91 |
| 1998 | Silver Charm       | Vereinigte Staaten           | 4     | Gary L. Stevens      | Bob Baffert        | 2:00.00 |
| 1999 | Almutawakel        | Vereinigte Arabische Emirate | 4     | Richard Hills        | Saeed bin Suroor   | 2:00.65 |
| 2000 | Dubai Millennium   | Vereinigte Arabische Emirate | 4     | Frankie Dettori      | Saeed bin Suroor   | 1:59.50 |
| 2001 | Captain Steve      | Vereinigte Staaten           | 4     | Jerry D. Bailey      | Bob Baffert        | 2:00.40 |
| 2002 | Street Cry         | Vereinigte Arabische Emirate | 4     | Jerry D. Bailey      | Saeed bin Suroor   | 2:01.18 |
| 2003 | Moon Ballad        | Vereinigte Arabische Emirate | 4     | Frankie Dettori      | Saeed bin Suroor   | 2:00.48 |
| 2004 | Pleasantly Perfect | Vereinigte Staaten           | 6     | Alex Solis           | Richard Mandella   | 2:00.24 |
| 2005 | Roses in May       | Vereinigte Staaten           | 5     | John Velazquez       | Dale L. Romans     | 2:02.17 |
| 2006 | Electrocutionist   | Vereinigte Arabische Emirate | 5     | Frankie Dettori      | Saeed bin Suroor   | 2:01.32 |
| 2007 | Invasor            | Argentinien                  | 5     | Fernando Jara        | Kiaran McLaughlin  | 1:59:97 |
| 2008 | Curlin             | Vereinigte Staaten           | 4     | Robby Albarado       | Steve Asmussen     | 2:00.15 |
| 2009 | Well Armed         | Vereinigte Staaten           | 6     | Aaron Gryder         | Eoin G. Harty      | 2:01.01 |
| 2010 | Glória de Campeão  | Brasilien                    | 7     | T. J. Pereira        | Pascal Bary        | 2:03.83 |
| 2011 | Victoire Pisa      | Japan                        | 4     | Mirco Demuro         | Katsuhiko Sumii    | 2:05.94 |
| 2012 | Monterosso         | Vereinigtes Königreich       | 5     | Mickael Barzalona    | Mahmood al Zarooni | 2:02.67 |
| 2013 | Animal Kingdom     | Vereinigte Staaten           | 5     | Joel Rosario         | Graham Motion      | 2:03.21 |
| 2014 | African Story      | Vereinigte Arabische Emirate | 7     | Silvestre de Sousa   | Saeed bin Suroor   | 2:01.61 |
| 2015 | Prince Bishop      | Irland                       | 8     | William Buick        | Saeed bin Suroor   | 2:03.24 |
| 2016 | California Chrome  | Vereinigte Staaten           | 5     | Victor Espinoza      | Art Sherman        | 2:01.83 |
| 2017 | Arrogate           | Vereinigte Staaten           | 4     | Mike E. Smith        | Bob Baffert        | 2:02.15 |
| 2018 | Thunder Snow       | Vereinigte Arabische Emirate | 4     | Christophe Soumillon | Saeed bin Suroor   | 2:01.38 |
| 2019 | Thunder Snow       | Vereinigte Arabische Emirate | 5     | Christophe Soumillon | Saeed bin Suroor   | 2:03.58 |
| 2021 | Mystic Guide       | Vereinigte Staaten           | 4     | Luis Saez            | Mike Stidham       | 2:01.61 |
| 2022 | Country Grammar    | Vereinigte Staaten           | 5     | Frankie Dettori      | Bob Baffert        | 2:04.97 |
| 2023 | Ushba Tesoro       | Japan                        | 6     | Yuga Kawada          | Noboru Takagi      | 2:03.25 |
| 2024 | Laurel River       | Vereinigte Arabische Emirate | 6     | Tadhg O‘Shea         | Bhupat Seemar      | 2:02.31 |